# Енрико Кјеза
Енрико Кјеза (итал. Enrico Chiesa; рођен 29. децембра 1970. године у Ђенови) је италијански тренер и бивши фудбалер.
Играјући на позицији нападача, Кјеза је у каријери наступао за неколико клубова у Италији, преко десет година играо је у Серији А, освајао је трофеје са Сампдоријом, Пармом и Фјорентином, а играо је и једну сезону у Лацију. После тога је прешао у Сијену, где је својим головима помогао клубу да више година опстане у Серији А. Пензионисао се 2010. године у Фиљини, где је и почео тренерску каријеру.
Освојио је Куп УЕФА са Пармом 1998/99, када је са 8 голова био најбољи стрелац такмичења.
На репрезентативном нивоу наступио је 22 пута за Италију у периоду од 1996. до 2001. године, постигао је 7 голова и био је члан репрезентације на европском првенству 1996 и светском првенству 1998.

## Клупска каријера

### Почеци каријере, Сампдорија и позајмице
Рођен у Ђенови, Кјеза је прве фудбалске кораке направио играјући за аматерски клуб Понтедецимо (1986/87). Сампдорија га је откупила од Понтедецима за 10 милиона лира. За Сампдорију је дебитовао са 18 година, 16. априла 1989. године, када је га је тренер Бошков увео у игру у 84. минуту на утакмици коју је Сампдорија изгубила од Роме. Иако се чинило да је Кјезина каријера у узлазној путањи, ипак није било тако из више разлога. У години када је дебитовао у Серији А, остао је без оца. Поред тога, Кјеза који се касније прославио као нападач, у почетку каријере је често играо на позицији крила или као истурени играч средине терена, јер су га тренери због његове омање физичке грађе форсирали на тим позицијама.
Клуб је одлучио да га, ради стицања неопходног искуства, пошаље на позајмице, тако да је Кјеза сезону 1990/91 провео у Тераму у Серији Ц2, а сезону 1991/92 у Кјетију у Серији Ц1. Нову прилику у Сампдорији добио је у сезони 1992/93. Играјући на позицији крила или на средини терена, Кјеза је забележио 26 утакмица, а постигао је и први гол у Серији А, 7. фебруара 1993. године против Анконе. После не тако успешне сезоне, поново је послат на позајмицу, овај пут у Модену. И поред Кјезиног одличног голгетерског учинка, Модена је испала из Серије Б, а Кјеза и је следећу сезону (1994/95) провео на позајмици, овај пут у Кремонезеу, који је тада играо у Серији А.
Поново одлична сезона на позајмици, дала је нову шансу Кјези да покаже своје умеће у матичном клубу. Кјезина сезона 1995/96 била је одлична. Са Манчинијем предводио је напад Сампдорије, коју је тада са клупе водио Свен Јеран Ериксон. У децембру 1995. године постигао је први хет-трик у каријери, на утакмици против Барија, а у следећем колу постигао је два гола у победи над Јувентусом. 10. марта 1996. године постигао је и други хет-трик каријере против Пјаченце. Сезону је окончао са 22 гола на 27 утакмица Серије А, чиме је заузео друго место на листи најбољи стрелаца лиге те сезоне, одмах иза Протија. И поред одличног голгетерског учинка Кјезе и сјајног састава, који је био комбинација младости и искуства (Манчини, Михајловић, Седорф, Карамбе...) Сампдорија је сезону окончала на 8. позицији.

### Парма и Фјорентина
Иако су навијачи тражили да клуб не прода Кјезу, он је на крају сезоне прешао у Парму за 25 милијарди лира. Кјеза, који је био велика жеља новог тренера Анчелотија, за место у тиму се борио са Цолом, који је на крају због мање минутаже затражио трансфер, а на крају је и прешао у Челзи. Кјеза је у Парми формирао успешан тандем са младим аргентинским нападачем Креспом. Прву сезону Кјеза је завршио са 14 голова и допринео је освајању другог места у Лиги, чиме се Парма квалификовала за Лигу шампиона. Следећа сезона била је још голгетерски успешнија за Кјезу, који је укупно постигао 21 гол.
Сезона 1998/99, у којој је Парму са клупе предводио Малезани, била је Кјезина најбоља сезона у Парми, али и његова последња у клубу. Освојен је Куп Италије, а и Куп УЕФА. Кјеза је са 8 голова, укључујући и онај у финалу против Марсеља, био најбољи стрелац такмичења.
1999. Фјорентина је купила Кјезу, за 28 милијарди лира. Честе повреде су довеле до слабијег голгетерског учинка, тако да је Кјеза прву сезону у Фјорентини окончао са 12 голова. Када је клупска легенда Батистута, на крају сезоне прешао у Рому, трио Кјеза-Гомеш-Коста постао је окосница Фјорентине у нападу. У тој сезони 2000/01, Кјеза је постигао 22 гола на 30 утакмица, а са 5 голова допринео је освајању трофеја у купу. Сезона 2001/02 била је компликована. Након што је постигао 5 голова у првих пет утакмица првенства, Кјеза је покидао лигаменте у левом колену 30. септембра 2001. године, на утакмици против Венеције. Ова повреда значила је крај сезоне за Кјезу, због чега није могао да помогне Фјорентини, која је у тешкој финансијској ситуацији на крају и испала у Серију Б. Након успешне операције, Кјеза се опоравио након 10 месеци, али никад више није био експлозиван, као пре повреде.

### Лацијо и Сијена
Како је Фјорентина на крају и банкротирала, Кјеза је на крају сезоне 2001/02, као слободан играч, потписао са Лацијом двогодишњи уговор. На првој утакмици за Лацио у првенству 20. октобра 2002. године Кјеза је постигао два гола против Перуђе. Ипак, Кјеза није успео да се избори за место у тиму Лација, наступајући под вођством некадашњег саиграча, а тада тренера Манчинија, па је тако до краја сезоне одиграо само 12 утакмица, на којима је два пута погодио противничку мрежу.
Након раскида уговора са Лацијем, 2003. године Кјеза је потписао уговор са новим чланом Серије А, Сијеном, која се први пут пласирала у највиши ранг такмичења. 19. септембра 2003. године Кјеза је постигао хет-трик у победи Сијене над Емполијем од 4:0. У следеће три сезоне Кјеза је у свакој са двоцифреним голгетерским учинком, доприносио опстанку клуба у Серији А. У априлу 2006. године, Кјеза је постигао други гол за Сијену у поразу од Лација (2:3), што је, како се касније испоставило, био његов последњи гол у Серији А. У јуну 2006. Сијена је продужила уговор са Кјезом до 2008. године. У сезони 2006/07 Кјеза је мање играо и у доста утакмица је улазио са клупе, с обзиром да је био тек трећа опција у нападу код тренера Берете.

### Последње године и крај каријере
По истеку уговора 2008. године прешао је у Фиљине, где је у сезони 2008/09 одиграо 21 утакмицу и постигао 5 голова, чиме је допринео освајању Лиге про друге дивизије и Суперкупа лиге про друге дивизије. Следеће сезоне, 1. новембра 2009. Кјеза је поново покидао лигаменте, овај пут у десном колену. На терен се вратио 9. маја 2010. године, када је ушао у игру пред крај утакмице Фиљине против Монце (2:0), што је била његова последња утакмица у професионалној каријери.

## Репрезентативна каријера
Кјеза је за репрезентацију Италије, од 1996. до 2001. године, забележио 22 наступа и 7 голова. Дебитовао је 29. маја 1996. године, на утакмици против Белгије, која је завршена нерешено 2:2, захваљујући Кјезином голу, чиме је убедио селектора Сакија да га уврсти у тим за првенство. Кјеза није играо на првој утакмици на првенству против Русије, коју је Италија добила са 2:1, док је почео утакмицу против Чешке и оправдао је указано поверење тиме што је постигао једини гол за Италију на утакмици, која је завршена поразом од 2:1. Кјеза је наступио и на трећој утакмици у групи против Њемачке, када је у 67. минуту заменио ди Матеа, када је Италија одигравши без голова испала из даљег такмичења.
Селектор Малдини га је уврстио у прелиминарни списак за светско првенство 1998., као привремену замену за дел Пјера, који је тада имао повреду мишића и био је неизвестан за наступ на првенству. Како се он опоравио Кјеза је требало да се врати кући, али је ипак остао у тиму као замена за Раванелија, коме је у међувремену дијагностикована упала плућа. Забележио је два наступа на првенству, на првој утакмици групе против Чилеа и у осмини финала против Норвешке, оба пута као замена.
16. децембра 1998. године Кјеза је постигао хет-трик за репрезентацију на пријатељској утакмици Италије против тима светских звезда, одигране у част стогодишњице од оснивања фудбалског савеза Италије.
Приликом бирања тима за европско првенство 2000. селектор Зоф је предност дао Инзагију и Монтели, испред Кјезе. Последња утакмица за репрезентацију била је пријатељска утакмица против Јужне Африке, 25. априла 2001. године, када је Италију предводио нови селектор Трапатони.

## Тренерска каријера
Након краја професионалне каријере, Кјеза је тренирао Фиљине, али врло кратко, јер је клуб угашен. Након тога положио је тренерски курс, а од јуна 2012. до јуна 2015. године био је тренер млађих категорија Сампдорије. Од 2017. године ради као технички менаџер регионалног федералног центра у Фиренци, који је део Фудбалског савеза Италије, задужен за омладински и школски сектор.

## Приватни живот
Кјеза се оженио Франческом, коју је упознао још као тинејџер. Заједно имају троје деце: најстаријег Федерика, који је фудбалер и игра за Ливерпул , Адријану, која је студент и најмлађег Лоренца, који такође тренира фудбал.

## Статистика

### Клупска
| Клуб              | Сезона            | Лига              | Лига    | Лига   | Куп     | Куп    | Европа  | Европа | Укупно  | Укупно |
| Клуб              | Сезона            | Такмичење         | Наступа | Голова | Наступа | Голова | Наступа | Голова | Наступа | Голова |
| ----------------- | ----------------- | ----------------- | ------- | ------ | ------- | ------ | ------- | ------ | ------- | ------ |
| Сампдорија        | 1988/89           | Серија А          | 1       | 0      | 0       | 0      | —       | —      | 1       | 0      |
| Сампдорија        | 1989/90           | Серија А          | 0       | 0      | 0       | 0      | 0       | 0      | 0       | 0      |
| Сампдорија        | Укупно            | Укупно            | 1       | 0      | 0       | 0      | 0       | 0      | 1       | 0      |
| Терамо            | 1990/91           | Серија Ц          | 31      | 5      | —       | —      | —       | —      | 31      | 5      |
| Кјети             | 1991/92           | Серија Ц          | 24      | 6      | —       | —      | —       | —      | 24      | 6      |
| Сампдорија        | 1992/93           | Серија А          | 26      | 1      | —       | —      | —       | —      | 26      | 1      |
| Модена            | 1993/94           | Серија Б          | 36      | 14     | 1       | 0      | —       | —      | 37      | 15     |
| Кремонезе         | 1994/95           | Серија А          | 34      | 14     | 4       | 0      | —       | —      | 38      | 14     |
| Сампдорија        | 1995/96           | Серија А          | 27      | 22     | —       | —      | —       | —      | 27      | 22     |
| Парма             | 1996/97           | Серија А          | 29      | 14     | 0       | 0      | 2       | 2      | 31      | 16     |
| Парма             | 1997/98           | Серија А          | 33      | 10     | 7       | 5      | 8       | 6      | 48      | 21     |
| Парма             | 1998/99           | Серија А          | 30      | 9      | 8       | 1      | 8       | 8      | 46      | 18     |
| Парма             | Укупно            | Укупно            | 92      | 33     | 15      | 6      | 18      | 16     | 125     | 55     |
| Фјорентина        | 1999/2000         | Серија А          | 24      | 7      | 4       | 1      | 11      | 4      | 39      | 12     |
| Фјорентина        | 2000/01           | Серија А          | 30      | 22     | 6       | 5      | 2       | 0      | 38      | 27     |
| Фјорентина        | 2001/02           | Серија А          | 5       | 5      | 0       | 0      | 2       | 1      | 8*1     | 6      |
| Фјорентина        | Укупно            | Укупно            | 59      | 34     | 10      | 6      | 15      | 5      | 85      | 45     |
| Лацио             | 2002/03           | Серија А          | 12      | 2      | 6       | 1      | 11      | 4      | 29      | 7      |
| Сијена            | 2003/04           | Серија А          | 30      | 10     | 1       | 0      | —       | —      | 31      | 10     |
| Сијена            | 2004/05           | Серија А          | 36      | 11     | 0       | 0      | —       | —      | 36      | 11     |
| Сијена            | 2005/06           | Серија А          | 38      | 11     | 2       | 1      | —       | —      | 40      | 12     |
| Сијена            | 2006/07           | Серија А          | 23      | 0      | 2       | 0      | —       | —      | 25      | 0      |
| Сијена            | 2007/08           | Серија А          | 2       | 0      | 0       | 0      | —       | —      | 2       | 0      |
| Сијена            | Укупно            | Укупно            | 129     | 32     | 5       | 1      | 0       | 0      | 134     | 33     |
| Укупно у каријери | Укупно у каријери | Укупно у каријери | 471     | 163    | 41      | 14     | 44      | 25     | 557     | 203    |

- 1 Укључујући и утакмицу у Суперкупу Италије 2001. године

### Репрезентативна
| Италија |         |        |
| Година  | Наступи | Голови |
| 1996    | 5       | 3      |
| 1997    | 1       | 0      |
| 1998    | 4       | 0      |
| 1999    | 5       | 1      |
| 2001    | 1       | 0      |
| Укупно  | 16      | 4      |

## Трофеји

### Клупски
Сампдорија
- Куп победника купова (1): 1989/90

Парма
- Куп Италије (1): 1998/99
- Куп УЕФА (1): 1998/99

Фјорентина
- Куп Италије (1): 2000/01
- Суперкуп Италије: финале 2001.

Фиглина
- Лига про друга дивизија (1): 2008/09
- Суперкуп Лиге про друга дивизије (1): 2008/09

### Индивидуална
- Најбољи фудбалер Серије А: 1996[42]
- Најбољи стрелац Купа УЕФА: 1998/99 (8 голова)[1]